# 아르투르스 이르베
아르투르스 이르베(라트비아어: Artūrs Irbe, 러시아어: Арту́р А́риевич Ирбе́ 아르투르 아리예비치 이르베[*], 1967년 2월 2일~)는 라트비아의 아이스하키 선수, 지도자로 포지션은 골텐더이다. 1991년에 북아메리카로 진출하기 전에 소련 리그에서 활동했으며, 북아메리카 진출 후에는 내셔널 하키 리그(NHL)의 산호세 샤크스, 댈러스 스타스, 밴쿠버 커넉스, 캐롤라이나 허리케인스에서 활약했다. 2004년에는 북아메리카를 떠나 2007년에 은퇴할 때까지 유럽을 중심으로 활동했다. 소련 대표팀의 골리로 활동하였으며, 세계 아이스하키 선수권 대회에서 2번 우승했다. 소련의 해체 후에는 라트비아 대표팀의 골리로 활약하여 올림픽에 2번, 세계 선수권 대회에 9번 참가했다.
은퇴 후에는 골텐더 코치로 활약하여 라트비아 국가대표팀과 디나모 리가, 워싱턴 캐피털스, 버펄로 세이버스의 골텐더 코치로 활동했다. 2014년 버펄로 세이버스의 코치로 재직 중에 미할 노이비르트의 부상으로 인해 요나스 엔로트의 백업 골리로 잠시 복귀하기도 했다.

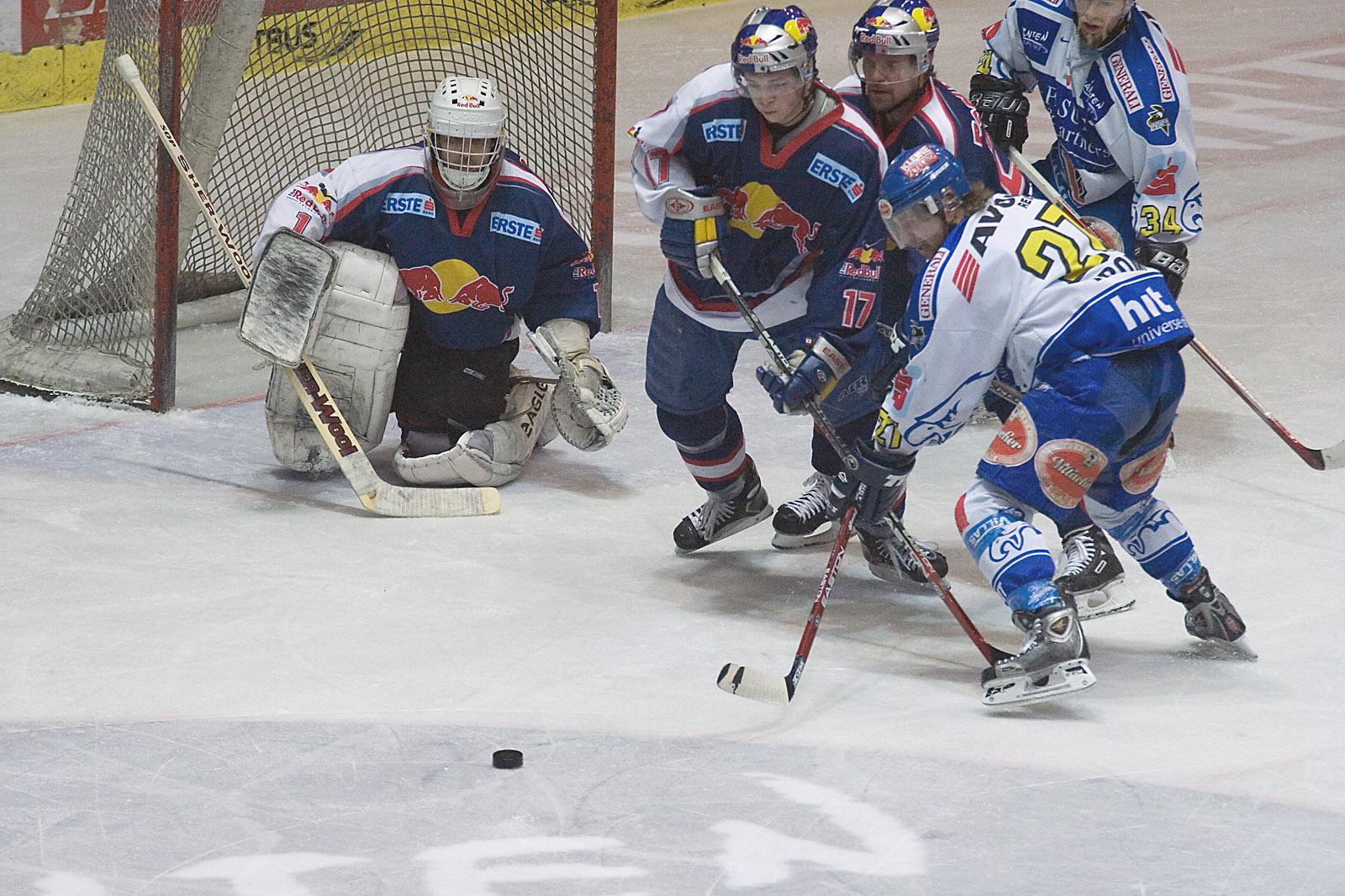
레드불 잘츠부르크 소속 시절의 이르베(사진 가장 왼쪽의 선수, 2006년 3월 3일)